# 로치 (프로게이머)
김강희(1999년 1월 31일~)는 대한민국의 전직 리그 오브 레전드 프로게이머이다. 현재 프로게임단의 지도자로 활동하고 있다. 선수 시절 아이디는 Roach이며 포지션은 탑 라이너였다.

## 선수 시절
2015년 10월, 콩두 몬스터에 입단하면서 프로 커리어를 시작했다. 로치는 콩두에서 세 시즌 동안 주전 탑 라이너로 출전했다. 하지만 챔피언스에서 뛰었던 시즌마다 불안한 모습을 보여주었다.
2019 시즌을 앞두고 Gen.G에 입단했다. 젠지에서는 간간히 미드라이너로도 출전을 했다. 탑 라이너로서는 큐베의 서브 선수로 활동했다.
2020 시즌을 앞두고 SK텔레콤 T1에 입단했다. 2020 시즌 T1에서는 주전 탑 라이러로 칸나를 선택함에 따라 칸나의 서브 선수로 활동했다.
2021 시즌을 앞두고 T1의 2군팀에 합류했다. 2군리그에서는 스프링 시즌 좋은 모습을 보여주었으며 팀의 2군리그 우승에 기여했다. 로치는 결승전 MVP를 수상했다. 이후 T1 2군팀의 코치로 부임하면서 선수 생활을 마무리했다.

## 지도자 생활
2022 시즌을 앞두고 T1 2군팀의 코치로 부임했다. 2022시즌 종료 후 코치직에서 물러났다. 하지만 2023 시즌을 앞두고 T1의 1군 코치로 다시 선임되면서 T1에서의 활동을 이어나가게 되었다. 리그 오브 레전드 월드 챔피언십 2023에서 팀의 코치자격으로 참가하였으며 팀의 대회 우승에 기여했다. 2023 시즌이 종료 된 이후 코치직에서 물러났다.

## 소속팀

### 선수
| # | 팀명        | 소속 기간                  | 소속 리그     | 비고 |
| - | ----------- | -------------------------- | ------------- | ---- |
| 1 | 콩두 몬스터 | 2015. 10.~2018. 11. 5.     | LCK CK LCK CK |      |
| 2 | Gen.G       | 2018. 12. 4.~2019. 11. 18. | LCK           |      |
| 3 | T1          | 2019. 11. 26.~2021. 12. 6. | LCK           |      |

### 지도자
| # | 팀명 | 직책     | 소속 기간                    | 소속 리그 | 비고 |
| - | ---- | -------- | ---------------------------- | --------- | ---- |
| 1 | T1   | 2군 코치 | 2021. 12. 6.~2022. 11. 22.   | LCK       |      |
| 2 | T1   | 코치     | 2022. 11. 28.~ 2023. 11. 21. | LCK       |      |

## 수상 내역

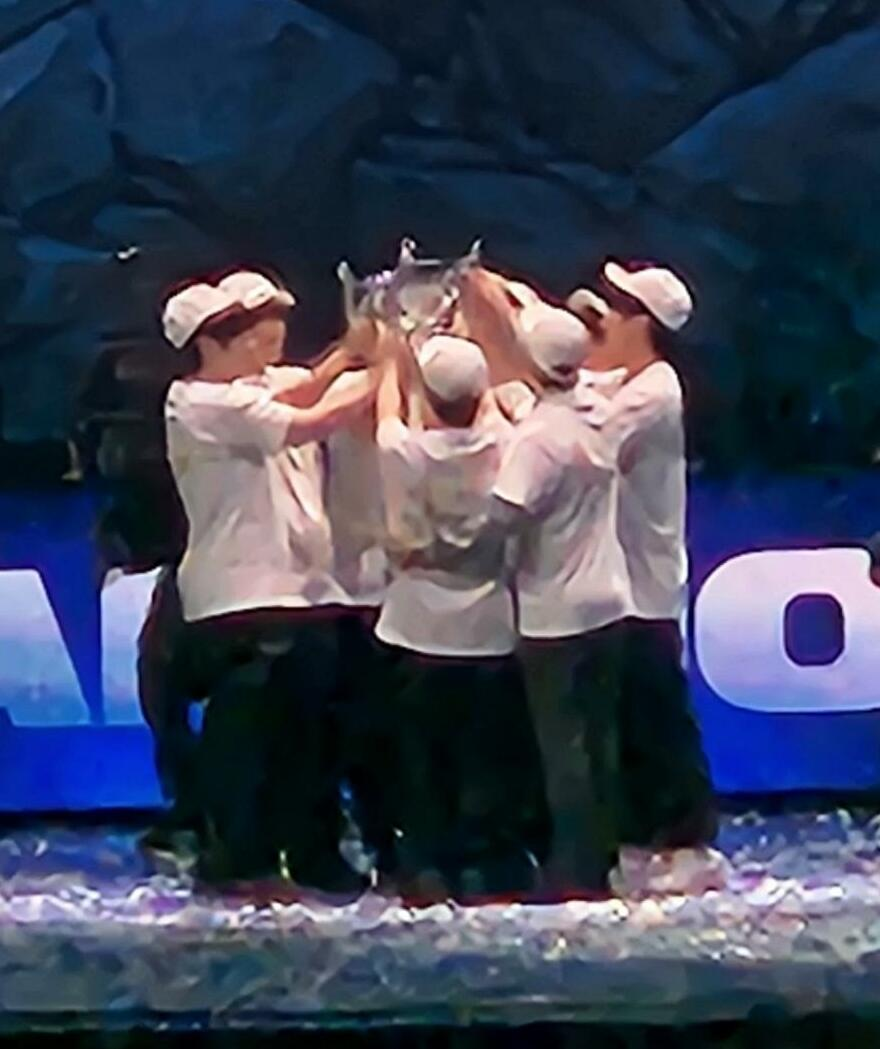
2023 월드 챔피언십 우승 사진.

### 선수
- 리그 오브 레전드 챌린저스 코리아 서머 2016 우승 (콩두 몬스터)
- 2016 LoL KeSPA컵 준우승
- IEM 시즌 11 경기 준우승
- 리그 오브 레전드 챌린저스 코리아 서머 2017 준우승
- 2018 LoL KeSPA컵 준우승
- 우리은행 리그 오브 레전드 챔피언스 코리아 스프링 2020 우승 (T1)
- LCK 챌린저스 리그 스프링 2021 우승 (T1 챌린저스)
- LCK 챌린저스 리그 스프링 2021 파이널 최우수 선수
- 리그 오브 레전드 챔피언스 코리아 스프링 2024 준우승(T1)

### 지도자
- 2023 리그 오브 레전드 챔피언스 코리아 스프링 준우승
- 2023 리그 오브 레전드 챔피언스 코리아 서머 준우승
- 리그 오브 레전드 월드 챔피언십 2023 우승 (T1)
- 이스포츠 월드컵 2024 우승 (T1)
- 리그 오브 레전드 월드 챔피언십 2024 우승 (T1)